# 多特·科尔曼
多特·科尔曼（英語：Dot Coleman，1936年2月28日—2015年9月1日），新西兰、澳大利亚女子击剑运动员。她曾代表新西兰、澳大利亚参加1962年和1966年大英帝国和英联邦运动会击剑比赛，获得一枚金牌和一枚银牌。